# Festival RTP da Canção 1972
O IX Grande Prémio TV da Canção 1972 foi o nono Festival RTP da Canção, e teve lugar no dia 21 de Fevereiro de 1972, no Teatro S. Luiz, em Lisboa. 
Alice Cruz e Carlos Cruz foram os apresentadores do festival que foi ganho por Carlos Mendes com a canção "A Festa da Vida".

## Festival
O IX Grande Prémio TV da Canção Portuguesa ficou marcado pela hegemonia do sexo masculino, na medida que apenas Alice Cruz e alguns elementos do coro quebraram esta preponderância masculina deste festival.
Este Festival teve lugar a 21 de Fevereiro no Teatro São Luiz, em Lisboa e teve como anfitriões Alice Cruz e Carlos Cruz.
Foram selecionadas oito canções, defendidas pelos seguintes intérpretes, por ordem de desfile:
Paco Bandeira, Duarte Mendes, Manuel Vargas, Carlos Mandes, João Henrique, João Braga, Fernando Tordo e Tozé Brito.
O sistema de votação este ano foi sofreu uma alteração, para além da votação do habitual júri distrital (composto por dois espetadores de cada distrito), presente nos estúdios do Lumiar, que dispunha de 20 votos cada, a RTP chamou a votar o júri de seleção, composto por oito elementos, que teve como porta-voz Henrique Mendes, tendo cada um 10 votos para distribuir, conforme entendesse, pelas canções a concurso. O escrutinador encontrava-se no Teatro São Luiz.
Neste ano foi instituído o Prémio de Interpretação, um galardão que ao longo de vários festivais distinguiu as melhores interpretações nos respetivos festivais.
Duarte Mendes pela interpretação de "Cidade alheia" foi o eleito neste ano.
A canção vencedora foi "A Festa da Vida", com interpretação de Carlos Mendes, venceu com uma margem de 150 votos do tema classificado em 2º lugar, Vamos cantar de pé, com interpretação de Paco Bandeira. Dos 80 votos que o júri de seleção dispunha, 55 foram entregues à canção vencedora.
Carlos Mendes seria o segundo cantor português a bisar na Eurovisão, depois de Simone de Oliveira. A sua primeira presença no Festival Eurovisão da Canção tinha acontecido em 1968.
| # | Artista        | Canção                     | Letra (l) / Música (m)                                                    | Pontuação | Classificação |
| - | -------------- | -------------------------- | ------------------------------------------------------------------------- | --------- | ------------- |
| 1 | Paco Bandeira  | "Vamos cantar de pé"       | Pedro Osório (m), Fernando Grade (l)                                      | 2º        | 77            |
| 2 | Duarte Mendes  | "Cidade alheia"            | José Luis Tinoco (m), Pedro Támen (l)                                     | 6º        | 21            |
| 3 | Manuel Vargas  | "Vem o caminheiro"         | Rui Serôdio (m), Joaquim Pedro Gonçalves (l)                              | 3º        | 36            |
| 4 | Carlos Mendes  | "A Festa da Vida"          | José Calvário (m), José Niza (l)                                          | 1º        | 227           |
| 5 | João Henrique  | "Esta festa das cidades"   | Nuno Nazareth Fernandes (m), José Jorge Letria, Nuno Gomes dos Santos (l) | 7º        | 17            |
| 6 | João Braga     | "Amor de raiz"             | Rita Olivaes (m & l)                                                      | 4º        | 30            |
| 7 | Fernando Tordo | "Dentro da manhã"          | José Luis Tinoco (m), Yvette Centeno (l)                                  | 8º        | 10            |
| 8 | Tó Zé Brito    | "Se quiseres ouvir cantar" | Tozé Brito (m & l)                                                        | 5º        | 22            |

### Resultados[1]
A votação coube a dois júris: ao habitual júri distrital, sediado nas 18 capitais de distrito de Portugal Continental e que dispunha de 20 pontos para distribuir pelas canções; e ao júri de seleção, constituído por Feijó Teixeira, Francisco d'Orey, Manuel Ivo Cruz, Henrique Mendes (porta-voz), Tenente-Coronel Baptista Rosa, Melo Pereira, Luís Andrade e António Andrade, que dispunham, cada um, de 10 pontos para distribuir. A votação deste último júri foi apenas revelada no seu todo e, após a sua votação, seguiu-se o júri distrital, que foi chamado a votar segundo a ordem alfabética dos respetivos distritos:
| Júris                        | Canções Pontuadas | Canções Pontuadas | Canções Pontuadas | Canções Pontuadas | Canções Pontuadas | Canções Pontuadas | Canções Pontuadas | Canções Pontuadas |
| ---------------------------- | ----------------- | ----------------- | ----------------- | ----------------- | ----------------- | ----------------- | ----------------- | ----------------- |
| Júris                        |                   |                   |                   |                   |                   |                   |                   |                   |
| Júri de Seleção              | 2                 | 12                | 2                 | 55                | 2                 | 3                 | 3                 | 1                 |
| Distrito de Aveiro           | 7                 |                   | 2                 | 7                 |                   | 2                 |                   | 2                 |
| Distrito de Beja             | 5                 |                   | 3                 | 9                 | 1                 | 1                 |                   | 1                 |
| Distrito de Braga            | 5                 | 2                 |                   | 13                |                   |                   |                   |                   |
| Distrito de Bragança         | 2                 |                   |                   | 16                |                   |                   | 2                 |                   |
| Distrito de Castelo Branco   | 2                 | 1                 | 7                 | 9                 |                   |                   |                   | 1                 |
| Distrito de Coimbra          | 1                 |                   | 5                 | 5                 |                   | 4                 |                   | 5                 |
| Distrito de Évora            | 4                 | 1                 | 2                 | 9                 |                   |                   |                   | 4                 |
| Distrito de Faro             | 4                 |                   |                   | 7                 | 2                 |                   |                   | 7                 |
| Distrito de Guarda           | 4                 | 2                 | 1                 | 10                |                   |                   | 3                 |                   |
| Distrito de Leiria           | 10                |                   | 2                 | 8                 |                   |                   |                   |                   |
| Distrito de Lisboa           |                   |                   | 4                 | 5                 |                   | 11                |                   |                   |
| Distrito de Portalegre       | 7                 | 1                 | 1                 | 8                 | 1                 | 1                 |                   | 1                 |
| Distrito de Porto            | 1                 |                   |                   | 14                | 3                 | 2                 |                   |                   |
| Distrito de Santarém         | 6                 |                   |                   | 9                 | 4                 |                   | 1                 |                   |
| Distrito de Setúbal          |                   | 2                 |                   | 14                | 4                 |                   |                   |                   |
| Distrito de Viana do Castelo | 8                 |                   | 3                 | 5                 |                   | 4                 |                   |                   |
| Distrito de Vila Real        | 2                 |                   |                   | 16                |                   | 2                 |                   |                   |
| Distrito de Viseu            | 7                 |                   | 4                 | 8                 |                   |                   | 1                 |                   |
| Total                        | 77                | 21                | 36                | 227               | 17                | 30                | 10                | 22                |
| Lugar                        | 2º                | 6º                | 3º                | 1º                | 7º                | 4º                | 8º                | 5º                |
| Júris                        |                   |                   |                   |                   |                   |                   |                   |                   |
| Canções Pontuadas            |                   |                   |                   |                   |                   |                   |                   |                   |

| Júris                        | Canções Pontuadas | Canções Pontuadas | Canções Pontuadas | Canções Pontuadas | Canções Pontuadas | Canções Pontuadas | Canções Pontuadas | Canções Pontuadas |
| ---------------------------- | ----------------- | ----------------- | ----------------- | ----------------- | ----------------- | ----------------- | ----------------- | ----------------- |
| Júris                        |                   |                   |                   |                   |                   |                   |                   |                   |
| Júri de Seleção              | 2                 | 12                | 2                 | 55                | 2                 | 3                 | 3                 | 1                 |
| Distrito de Aveiro           | 9                 | 12                | 4                 | 62                | 2                 | 5                 | 3                 | 3                 |
| Distrito de Beja             | 14                | 12                | 7                 | 71                | 3                 | 6                 | 3                 | 4                 |
| Distrito de Braga            | 19                | 14                | 7                 | 84                | 3                 | 6                 | 3                 | 4                 |
| Distrito de Bragança         | 21                | 14                | 7                 | 100               | 3                 | 6                 | 5                 | 4                 |
| Distrito de Castelo Branco   | 23                | 15                | 14                | 109               | 3                 | 6                 | 5                 | 5                 |
| Distrito de Coimbra          | 24                | 15                | 19                | 114               | 3                 | 10                | 5                 | 10                |
| Distrito de Évora            | 28                | 16                | 21                | 123               | 3                 | 10                | 5                 | 14                |
| Distrito de Faro             | 32                | 16                | 21                | 130               | 5                 | 10                | 5                 | 21                |
| Distrito de Guarda           | 36                | 18                | 22                | 140               | 5                 | 10                | 8                 | 21                |
| Distrito de Leiria           | 46                | 18                | 24                | 148               | 5                 | 10                | 8                 | 21                |
| Distrito de Lisboa           | 46                | 18                | 28                | 153               | 5                 | 21                | 8                 | 21                |
| Distrito de Portalegre       | 53                | 19                | 29                | 161               | 6                 | 22                | 8                 | 22                |
| Distrito de Porto            | 54                | 19                | 32                | 175               | 9                 | 24                | 8                 | 2                 |
| Distrito de Santarém         | 60                | 19                | 32                | 184               | 13                | 24                | 9                 | 22                |
| Distrito de Setúbal          | 60                | 21                | 32                | 198               | 17                | 24                | 9                 | 22                |
| Distrito de Viana do Castelo | 68                | 21                | 32                | 203               | 17                | 28                | 9                 | 22                |
| Distrito de Vila Real        | 70                | 21                | 32                | 219               | 17                | 30                | 9                 | 22                |
| Distrito de Viseu            | 77                | 21                | 36                | 227               | 17                | 30                | 10                | 22                |
| Lugar                        | 2º                | 6º                | 3º                | 1º                | 7º                | 4º                | 8º                | 5º                |
| Júris                        |                   |                   |                   |                   |                   |                   |                   |                   |
| Canções Pontuadas            |                   |                   |                   |                   |                   |                   |                   |                   |